# Abanycha
Abanycha là một chi xén tóc thuộc phân họ Lamiinae, chứa các loài sau đây:
- Abanycha bicolor (Gahan, 1889)
- Abanycha bicoloricornis Galileo & Martins, 2009
- Abanycha fasciata Galileo & Martins, 2005
- Abanycha pectoralis Martins & Galileo, 2004
- Abanycha pulchricollis (Bates, 1885)
- Abanycha sericipennis (Bates, 1885)
- Abanycha urocosmia (Bates, 1881)